# Saraorci
Saraorci (em cirílico: Сараорци) é uma vila da Sérvia localizada no município de Smederevo, pertencente ao distrito de Podunavlje, na região de Podunavlje. A sua população era de 2186 habitantes segundo o censo de 2011.

## Demografia
| 1948 | 1953 | 1961 | 1971 | 1981 | 1991 | 2002 | 2011 |
| ---- | ---- | ---- | ---- | ---- | ---- | ---- | ---- |
| 2642 | 2722 | 2851 | 2787 | 2664 | 2688 | 2413 | 2186 |